# وداپروفن
وداپروفن (انگلیسی: Vedaprofen) یک داروی ضدالتهابی غیر استروئیدی (NSAID) است که در دامپزشکی برای درمان درد و التهاب ناشی از اختلالات اسکلتی عضلانی در سگ و اسب و برای درمان درد ناشی از قولنج اسب به کار می‌رود.